# Katarina av Kleve
Katarina av Kleve, född 1417, död 1476, var en nederländsk adelskvinna, hertiginna av Gelre och grevinna av Zutphen genom sitt gifte med Arnold av Egmond (1410-1473), hertig av Gelre och greve av Zutphen.  Hon var släkt med hertig Filip III av Burgund och spelade en politisk roll. Hon var regent under sin makes pilgrimsfärd till Palestina och Rom 1450-1451, blev ledare för oppositionen mot maken, och stödde den kupp som 1465 ledde till att maken tillfångatogs och ersattes av hennes son Adolf som regent med burgundiskt stöd.